# آمریکا آمریکا
آمریکا آمریکا (به انگلیسی: America, America) فیلمی در ژانر درام به کارگردانی الیا کازان محصول سال ۱۹۶۳ است. بازیگران این فیلم ستاتیس گیاللز، فرانک وولف هستند.
کازان در دهه سوم فعالیتش در سینما و پس از ساخت فیلم‌های معروفش «اتوبوسی به نام هوس»، «شرق بهشت» و «زنده باد زاپاتا»، به سراغ ماجرایی می‌رود که بر خانواده‌اش گذشته و قصه فرار عمویش از ترکیه به سمت آمریکا را در قالب فیلم «آمریکا آمریکا» به تصویر می‌کشد. او در سال ۱۹۶۳ پروژه‌ای را کلید زد که بخش‌هایی از آن ریشه در واقعه‌ای تاریخی داشت. «آمریکا آمریکا» داستان جوانی یونانی (استاوروس) است که با دوست ارمنی‌اش در سرزمین عثمانی زندگی می‌کنند و رؤیای سفر به آمریکا را در سر می‌پرورانند. جوان ارمنی به دست ترک‌ها کشته می‌شود ولی «استاوروس» همچنان به دنبال یافتن راهی به سوی آمریکاست. در این گیر و دار، پدر این جوان، او را نزد پسرعمویش در قسطنطنیه (استانبول) می‌فرستد تا در آن‌جا مشغول کار شود. کازان پس از رسیدن پای قهرمان جوانش به قسطنطنیه، به سراغ واقعه کشتار ارمنی‌ها می‌رود و اشاراتی به آن ماجرا می‌کند. قهرمانی که سرانجام با کمک یک جوان ارمنی دیگر، موفق می‌شود با کشتی راهی آمریکا شود.

## بازیگران
- ستاتیس گیاللز
- فرانک ولف
- لو آنتونیو
- جان مارلی
- جوانا فرانک
- رابرت اچ.هریس
- پال مان